# Bogács
Bogács là một thị trấn thuộc hạt Borsod-Abaúj-Zemplén, Hungary. Thị trấn này có diện tích 24,7 km², dân số năm 2010 là 1993 người, mật độ 81 người/km².